# Поповка (Тульская область)
Поповка — село в Тульской области России. С точки зрения административно-территориального устройства входит в Поповский сельский округ, Алексинский район. В плане местного самоуправления входит в состав муниципального образования город Алексин.

## География
Село находится в северо-западной части Тульской области, в пределах северо-восточного склона Среднерусской возвышенности, в подзоне широколиственных лесов, при автодороге 70К-014 (Алексин-Поповка-Тула), на расстоянии примерно 17 километров (по прямой) к юго-востоку от города Алексина, административного центра округа. Абсолютная высота — 249 метров над уровнем моря.
Климат
Климат характеризуется как умеренно континентальный, с ярко выраженными сезонами года. Средняя температура воздуха летнего периода — 16 — 20 °C (абсолютный максимум — 38 °С); зимнего периода — −5 — −12 °C (абсолютный минимум — −46 °С). Снежный покров держится в среднем 130—145 дней в году. Среднегодовое количество осадков — 650—730 мм.
Часовой пояс
Село Поповка, как и вся Тульская область, находится в часовой зоне МСК (московское время). Смещение применяемого времени относительно UTC составляет +3:00.

## История
По состоянию на 1914 г. село входило в состав Извольской волости Алексинского уезда. К северу от Поповки находилась ныне исчезнувшая деревня Захаровка.

## Население
| 1859 | 1915 | 2002 | 2010 |
| ---- | ---- | ---- | ---- |
| 321  | ↗337 | ↗657 | ↘611 |

Половой состав
По данным Всероссийской переписи населения 2010 года в гендерной структуре населения мужчины составляли 46,2 %, женщины — соответственно 53,8 %.
Национальный состав
Согласно результатам переписи 2002 года, в национальной структуре населения русские составляли 94 % из 265 чел.

## Имение князей Львовых
Поповка с конца XVII века принадлежала Арсеньевым, а затем было продано помещице П. И. Раевской, которая считала это имение летней подмосковной дачей. На украшение своей резиденции богатая помещица не жалела денег. По планам знаменитого архитектора Желярди была разбита усадьба, перед домом был большой овальный газон с бордюрами из роз, по бокам которого стояли два маленьких флигеля с куполами и колоннами. В 1835 г. на её средства здесь был построен храм во имя Смоленской Божией Матери Одигитрии, который располагался недалеко от барского дома. Прямо от церкви простиралась великолепная въездная берёзовая аллея, называвшаяся, как и в Ясной Поляне, «прешпектом». С другой стороны дома был сад, спускавшийся к пруду, через который переправлялись на другую сторону в плавучей беседке. А уже за прудом простирался замечательный липовый парк, с оранжереями, фруктовыми садами, ягодниками, огородами. В 1848 году Раевская П. И. завещала усадьбу с многочисленными хозяйственными постройками и обширным плодовым садом своей родственнице княгине В. А. Львовой. В Поповке провёл детские годы князь Львов Георгий Евгеньевич, премьер-министр, глава двух первых кабинетов Временного правительства (1917).
Степень сохранности низкая. Уцелели аллеи парка и заболоченные пруды, некогда объединённые в каскад.

## Смоленская церковь
Храм является главной достопримечательностью села. Построен в 1835 году по проекту архитектора Афанасия Григорьева, на средства помещицы П.И. Раевской, в честь Смоленской иконы Божией Матери. В традиционной трёхчастной осевой композиции церкви основное внимание уделено главному кубическому объёму, значение которого дополнительно подчеркнуто симметричными сходными по форме апсидой и западным притвором. Храм невелик, но полон почти соборного величия, напоминая созданные П. И. Стасовым столичные пятиглавые соборы. Однако идейно- образная сторона Смоленской церкви по-своему сложнее. Церковь построена в стиле ампир. Художественная выразительность памятника, почти лишенного декоративного убранства, достигается средствами архитектуры. С помощью одной лишь пропорциональности, соборности и гармонии отдельных частей куб храма производит впечатление тяжелого, пятиглавие — величественного, а портики из четырёх попарно сдвоенных колонн тосканского ордера — торжественного. Храм и колокольня составляют единое целое — они соединены пристройкой. В селе был собственный церковный приход, к которому были приписаны жители соседних деревень: Никольские Выселки, Плоское, Подольня.
Закрыт не позднее 1930-х годов. С 2004 г. возвращена верующим м ведутся восстановительные работы: покрыли крышу, установили крест, вставили стекла, сделали главный купол храма. В целом, можно сказать, что этот памятник является образцом высокого уровня развития архитектуры первой трети XIX века. Проводятся богослужения.